# Harry Potter en de Relieken van de Dood (soundtrack)
De original motion picture soundtrack van de zevende en laatste Harry Potterverfilming, Harry Potter en de Relieken van de Dood, werd net zoals de film (Part I en Part II), in twee delen gesplitst. Beide delen werden geschreven door Alexandre Desplat. Het eerste verscheen op 16 november 2010, het tweede op 12 juli 2011.
In juli 2009 maakte Nicholas Hooper, componist van de vijfde en zesde film, bekend niet te willen terugkeren voor de laatste verfilmingen omdat het fenomeen een te grote impact had op zijn leven en dat van zijn familie. Aangezien John Williams, componist van de eerste drie films en grondlegger van het Hedwig's Theme, eerder had aangegeven terug te willen keren om de laatste muziek te componeren, had producent David Heyman hiervoor een gesprek met Williams. Als beide tijdschema's zouden overeenkomen, zou hij terugkeren als componist.
Dit was echter niet zo en op 19 januari 2010 publiceerde Film Score Daily een artikel waarin Desplat werd aangewezen als de componist voor het eerste deel van de laatste verfilming. Desplats agent zou dit nieuws bevestigd hebben aan de schrijver van het artikel, Scott Bettencourt.

## Deel 1
Volgens orchestrator Conrad Pope is de nieuwe muziek krachtig, opwindend en vervuld van melodieën, harmonieën en emoties. Muziek die aan de oude tijden doet denken. Ze bevat 26 tracks, twee minder dan die van de Halfbloed Prins. In de samples die momenteel al te beluisteren zijn, laat Desplat duidelijk de stijl van Williams naar voren komen zoals in bijvoorbeeld de track Sky Battle. Ook Desplats emotionele en mysterieuze stijlen zijn te horen en hij wisselt de muziek af met lichte en duistere composities. In een interview vertelde hij dat hij van elke gelegenheid zou gebruikmaken om het Hedwig's Theme te arrangeren aangezien volgens hem dat in de vorige films niet voldoende het geval was. Helaas is dit thema nog niet te beluisteren in de samples.
Op 21 december 2010 verscheen er een Limited Edition Collector's Box Set met een making-of, een door Desplat getekende partituur, de muziek in 5.1 Digital Surround Sound, een filmposter en een speciaal ingelijst negatief van de film.

## Nummers
| Nr.: | Titel:                | Duur: |
| ---- | --------------------- | ----- |
| 1    | Obliviate             | 3:01  |
| 2    | Snape to Malfoy Manor | 1:58  |
| 3    | Polyjuice Potion      | 3:32  |
| 4    | Sky Battle            | 3:48  |
| 5    | At The Burrow         | 2:35  |
| 6    | Harry and Ginny       | 1:43  |
| 7    | The Will              | 3:39  |
| 8    | Death Eaters          | 3:14  |
| 9    | Dobby                 | 3:48  |
| 10   | Ministry of Magic     | 1:46  |
| 11   | Detonators            | 2:23  |
| 12   | The Locket            | 1:52  |
| 13   | Fireplaces Escape     | 2:53  |

| Nr.: | Titel:                    | Duur: |
| ---- | ------------------------- | ----- |
| 14   | Ron Leaves                | 2:35  |
| 15   | The Exodus                | 1:37  |
| 16   | Godric's Hollow Graveyard | 3:15  |
| 17   | Bathilda Bagshot          | 3:54  |
| 18   | Hermione's Parents        | 5:50  |
| 19   | Destroying the Locket     | 1:10  |
| 20   | Ron's Speech              | 2:16  |
| 21   | Lovegood                  | 3:27  |
| 22   | The Deathly Hallows       | 3:17  |
| 23   | Captured and Tortured     | 2:56  |
| 24   | Rescuing Hermoine         | 1:50  |
| 25   | Farewell to Dobby         | 3:43  |
| 26   | The Elder Wand            | 1:36  |

## Deel 2
Op 7 november 2010 werd bekendgemaakt dat niet John Williams, van wie verwacht werd dat hij de muziek voor de laatste film in de serie zou componeren, maar Alexandre Desplat zou terugkeren voor Harry Potter and the Deathly Hallows: Part II.
De officiële Harry Potter website meldde in de biografie van Desplat:
"...he next starts work on Harry Potter and the Deathly Hallows - Part 2, the conclusion of the Harry Potter franchise."
Op 29 mei 2011 werd het laatste gedeelte van de muziek opgenomen onder leiding van Alexandre Desplat.

## Nummers
| Nr.: | Titel:                    | Duur: |
| ---- | ------------------------- | ----- |
| 1    | Lily's Theme              | 2:28  |
| 2    | The Tunnel                | 1:09  |
| 3    | Underworld                | 5:24  |
| 4    | Gringotts                 | 2:24  |
| 5    | Dragon Flight             | 1:43  |
| 6    | Neville                   | 1:40  |
| 7    | A New Headmaster          | 3:25  |
| 8    | Panic Inside Hogwarts     | 1:53  |
| 9    | Statues                   | 2:22  |
| 10   | The Grey Lady             | 5:51  |
| 11   | In the Chamber of Secrets | 1:37  |
| 12   | Battlefield               | 2:13  |
| 13   | The Diadem                | 3:08  |

| Nr.: | Titel:                 | Duur: |
| ---- | ---------------------- | ----- |
| 14   | Broomsticks and Fire   | 1:24  |
| 15   | Courtyard Apocalypse   | 2:00  |
| 16   | Snape's Demise         | 2:51  |
| 17   | Severus and Lily       | 6:08  |
| 18   | Harry’s Sacrifice      | 1:57  |
| 19   | The Resurrection Stone | 4:32  |
| 20   | Harry Surrenders       | 1:30  |
| 21   | Procession             | 2:07  |
| 22   | Neville the Hero       | 2:17  |
| 23   | Showdown               | 3:37  |
| 24   | Voldemort’s End        | 2:44  |
| 25   | A New Beginning        | 1:39  |

## Hitnoteringen

### NPO Klassiek Filmmuziek Top 200
| Als Harry Potter and the Deathly Hallows, Pt. 1 en Pt. 2 in de NPO Klassiek Filmmuziek Top 200 | Als Harry Potter and the Deathly Hallows, Pt. 1 en Pt. 2 in de NPO Klassiek Filmmuziek Top 200 | Als Harry Potter and the Deathly Hallows, Pt. 1 en Pt. 2 in de NPO Klassiek Filmmuziek Top 200 | Als Harry Potter and the Deathly Hallows, Pt. 1 en Pt. 2 in de NPO Klassiek Filmmuziek Top 200 |
| Jaar                                                                                           | 2023                                                                                           | 2024                                                                                           | 2025                                                                                           |
| ---------------------------------------------------------------------------------------------- | ---------------------------------------------------------------------------------------------- | ---------------------------------------------------------------------------------------------- | ---------------------------------------------------------------------------------------------- |
| Positie                                                                                        | 64                                                                                             | 81                                                                                             | 98                                                                                             |